# ŠK Napredak Sarajewo
ŠK Napredak Sarajewo – bośniacko-hercegowiński klub szachowy z siedzibą w Sarajewie.

## Historia
Klub został założony w 1994 roku. W 1994 i 1997 roku wygrał rozgrywki kantonu sarajewskiego. Zespół uczestniczył w inauguracyjnym sezonie Premijer ligi (2002), zajmując wówczas trzecie miejsce, za Bosną Sarajewo i ŠK Kiseljak. Również w 2002 roku Napredak wziął udział w rozgrywkach o Puchar Europy. Zespół wygrał wówczas z CE Dudelange, Bristol Chess Club i SFR Neukölln, zremisował z Zalaegerszegi Csuti Antal SK i Karpattią-Galiciją Lwów, a także przegrał z Ładją Kazań i KSK Rochade Eupen-Kelmis, zajmując w klasyfikacji końcowej szesnaste miejsce. W 2004 roku zespół spadł z ligi. Do najwyższej klasy rozgrywkowej Napredak powrócił w sezonie 2008, zajmując wówczas trzecie miejsce w klasyfikacji. W kolejnym roku klub ponownie spadł z Premijer ligi, powrócił do niej w 2011 roku. W 2015 roku klub został sklasyfikowany na trzeciej pozycji w lidze, a rok później uzyskał wicemistrzostwo kraju, kończąc rozgrywki jedynie za Bosną Sarajevo. W sezonie 2017 Napredak zajął trzecie miejsce w lidze, identyczny rezultat osiągnął rok później. W latach 2019, 2021 i 2023 Napredak zdobywał wicemistrzostwo kraju.
Zawodnikami klubu byli m.in. Suat Atalık, Dragiša Blagojević, Ognjen Cvitan, Emir Dizdarević, Alojzije Janković, Denis Kadrić, Dragan Kosić, Bojan Kurajica, Ante Šarić, Hrvoje Stević, Marko Tratar i Zoltán Varga.